# Bataille d'Ostrovo
Ne doit pas être confondu avec Bataille d'Ostrovno en 1812 durant la campagne de Russie.

La bataille d'Ostrovo s'est déroulée en 1041 près d'Ostrovo, un secteur près du lac du même nom qui se trouve actuellement en Grèce septentrionale. 
Guerres byzantino-bulgares
Batailles
- Ongal (680)
- Anchialos (708)
- Marcellae (756)
- Lithosoria (774)
- Marcellae (792)
- Serdica (809)
- Pliska (811)
- Versinikia (813)
- Mesembria
- Guerre de 894 - 896
  - Bulgarophygon
- Guerre de 913 - 927
  - Anchialos (917)
  - Pegae (921)
- Guerre de 970 - 1018
  - Portes de Trajan (986)
  - Thessalonique (995)
  - Passe de Kleidion (1014)
  - Bitola (1015)
- Ostrovo (1040)
- Klokotnica (1230)
- Andrinople (1254)
- Devina (1279)
- Skafida (1304)
- Rusokastro (1332)

## Contexte
En 1040, Pierre Deljan a mené un soulèvement contre l'Empire byzantin et s'autoproclama empereur de Bulgarie. Il a rapidement libéré les terres bulgares occidentales à proximité de Belgrade et Larissa mais l'année suivante, il a été trahi par son cousin Alusian, qui a abandonné l'armée et l'a aveuglé. Pierre Delyan est livré aux Byzantins et c'est Alusian qui commande l'armée de la Bulgarie et a rencontré l'armée byzantine près d'Ostrovo.

## Bataille
La bataille elle-même est peu connue mais les Bulgares furent vaincus en grande partie grâce à l'aide de la garde varangienne. Le destin du chef bulgare est également inconnu.